# Paramonacanthus lowei
Paramonacanthus lowei és una espècie de peix de la família dels monacàntids i de l'ordre dels tetraodontiformes.

## Morfologia
- Els mascles poden assolir 13,9 cm de longitud total.
- Nombre de vèrtebres: 19.[4]

## Hàbitat
És un peix marí, de clima tropical i demersal que viu entre 0-78 m de fondària.

## Distribució geogràfica
Es troba a la costa oriental d'Austràlia des del nord de Queensland fins a Nova Gal·les del Sud.

## Observacions
És inofensiu per als humans.